# Velislavova bible
Velislavova bible je ojedinělá obrazová bible, která byla vytvořena v letech 1325 až 1349. 
Soubor perokreseb jemně kolorovaných základními barvami vznikl zřejmě na objednávku Velislava, zcestovalého notáře v kanceláři českého krále Karla IV., a je doprovázen stručným textem. Velislavova bible patří k nejrozsáhlejším obrazovým knihám středověku, neboť i po ztrátě několika listů obsahuje 747 ilustrací, které zobrazují začátek Starého zákona, část evangelií a Skutků apoštolských, celou Apokalypsu a také Legendu o sv. Václavovi.
V roce 2007 vydalo nakladatelství Archa 90 v nákladu 799 výtisků faksimili Velislavovy bible, v roce 2008 pak v 69 výtiscích faksimili na ručním papíře, maximálně napodobující původní knihu, za prodejní cenu 149 tisíc Kč.